# Берисвикен
Берисвикен (на шведски: Bergsviken) е град в североизточната част на Швеция, лен Норботен, община Питео. Разположен е около десния бряг на устието на река Питеелвен по западния бряг на Ботническия залив. Намира се на около 680 km на североизток от столицата Стокхолм и на около 45 km югозапад от центъра на лена Люлео. Срещу него на левия бряг на река Питеелвен е общинския център град Питео. Има малко пристанище. Населението на града е 2267 жители, по приблизителна оценка от декември 2017 г.